# Ohangaron (rzeka)
Ohangaron (Angren, Achangaran) – rzeka w północno-wschodnim Uzbekistanie, prawy dopływ Syr-darii. 
Bierze swój początek w Górach Czatkalskich. Jej długość wynosi 223 km, a dorzecze zajmuje powierzchnię 5260 km². W górnym biegu przepływa przez wąski kanion, przechodzący w okolicach Angrenu w rozszerzającą się dolinę, która w dolnym biegu łączy się z doliną Chirchiqu. Reżim deszczowo-śnieżny. Na rzece znajduje się zbiornik Tuyaboʻgʻiz.